# جغرافیای زیستی
جغرافیای زیستی یا زیست‌زمین‌نگاری (به انگلیسی: Biogeography) مطالعه گستردگی گونه‌ها و اکوسیستم‌ها در فضای جغرافیای و دوره‌های زمین‌شناسی است. موجودات زنده و جوامع زیستی اغلب به‌طور منظم در امتداد شیب‌های عرض جغرافیایی، ارتفاع، انزوا و منطقه زیستگاه تغییر می‌کنند. جغرافیای گیاهی شاخه‌ای از جغرافیای زیستی است که پراکنش گیاهان را مطالعه می‌کند. جغرافیای جانوری شاخه‌ای است که پراکنش جانوران را مطالعه می‌کند. جغرافیای قارچی شاخه‌ای است که پراکنش قارچ‌ها را مطالعه می‌کند.